# FRG2C
FRG2C (англ. FSHD region gene 2 family member C) – білок, який кодується однойменним геном, розташованим у людей на 3-й хромосомі. Довжина поліпептидного ланцюга білка становить 282 амінокислот, а молекулярна маса — 30 798.
| 10         |  | 20         |  | 30         |  | 40         |  | 50         |
| ---------- |  | ---------- |  | ---------- |  | ---------- |  | ---------- |
| MGKGNEDPDL |  | HCSSIQCSTD |  | QPPFQQISFT |  | EKGSDEKKPF |  | KGKGKTAFSH |
| SSEKHTQRQA |  | GSDPNPNKEN |  | SEETKLKAGN |  | STAGSEPESS |  | SYQENCRKRK |
| ISSKDICQDR |  | AGNCPEEECN |  | LTLNKKSRSS |  | TAVHNSEIQE |  | TCDAHHRGSS |
| RACTGRSKRH |  | RSRALEVQTP |  | SLRKSLVTSV |  | RAMSEAVYQD |  | LAQVWAQQIH |
| SPLTCEQLTL |  | LTRLRGPLCA |  | QVQTLYSMAT |  | QAAYVFPAES |  | WLVPATLPGP |
| GDSALDREAH |  | PFPGQEITEP |  | VSGSDEAKLG |  | AP         |  |            |

A: Аланін

C: Цистеїн

D: Аспарагінова кислота

E: Глутамінова кислота

F: Фенілаланін

G: Гліцин

H: Гістидин

I: Ізолейцин

K: Лізин

L: Лейцин

M: Метіонін

N: Аспарагін

P: Пролін

Q: Глутамін

R: Аргінін

S: Серин

T: Треонін

V: Валін

W: Триптофан

Локалізований у ядрі.